# Igor Mitoraj
Igor Mitoraj (születési neve: Jerzy Makina) (Oederan, 1944. március 26. – Párizs, 2014. október 6.) lengyel szobrász.

## Pályafutása
Anyját a németek kényszermunkatáborba hurcolták, és ott találkozott a francia idegenlégiós hadifogoly tiszttel. 1944 márciusában megszületett Igor fiúk. A tábor felszabadítása után 1945-ben az anya visszatért a fiával Lengyelországba, Grojecbe, a szüleihez. Később férjhez ment egy Mitoraj nevű férfihez, aki örökbe fogadta a fiút.
Mitoraj eredetileg vegyész akart lenni, de otthagyta a szakiskolát. Bielsko-Białában járt a képzőművészeti gimnáziumba, majd 1963 és 68 között a Krakkói Képzőművészeti Akadémián tanult tovább. Tadeusz Kantor festő, író és rendező osztályában tanult. Kantor műveiben gyakran foglalkozott egzistencialista témákkal. Ő beszélte rá Mitorajt, hogy Nyugat-Európában tanuljon tovább.
1968-ban beiratkozott Párizsban a Képzőművészeti Akadémiára, festészet és grafika szakra. Munkát kellett vállalnia, hogy fizetni tudja tanulmányait. Volt statiszta, költöztető, és egyszer egy zongorát kellett felvinnie a hatodik emeletre. 
1970 elején Mexikóba utazott. Nagy hatással volt rá a prekolumbiánus művészet, és akkor határozta el, hogy szobrász lesz.  
1976-ban rendezhette meg első kiállítását Saint-Germain-des-Prés egyik galériájában, ami ismertté tette nevét. 1983-ban állította ki hatalmas bronzszobrát, a Le Grand Toscano-t a La Défense-ban.
Mexikói útja után ráébredt arra, hogy az ókori művészet alkotásra ösztönzi. Szobrai felelevenítik a görög–római történelem és mitológia témáit, a klasszikus szobrok tökéletes arányait és szépségét, de alkotásai mégis egyediek. Az emberi természet tökéletlenségére utal, amikor csonkítja, megtöri vagy megrepeszti a szobrokat. Visszatérő témái az arc részei, a szalaggal körbetekert fej, a csonkított test. Mitoraj úgy gondolta, hogy a szalagok védelmet nyújtanak a világ brutalitása ellen, és hogy a csonkított, tört részek nagyobb hatást keltenek, mint az egészben hagyott szobortest. Így akarta kifejezni az emberi élet bizonytalanságát, és a lélek traumáját. Az ember halhatatlanságról álmodozik, de elveszítette bizalmát az olyan világban, ahonnan eltűntek az istenek.
Többször járt Olaszországban, és 1983-ban Pietrasantába költözött, a carrarai márványbánya közelsége miatt. A terrakotta és bronzszobrok után márványból akarta kifaragni alkotásait, a reneszánsz mesterek nyomdokain járva. 1985 fordulópontot jelentett számára. Rómában, az Angyalvárban mutathatta be 20 monumentális szobrát. 2004-ben Traianus vásárcsarnokában nyílt időszaki kiállításon 60 művét mutatták be a közönségnek.  
Elkészítette az eredetileg Michelangelo Buonarroti által tervezett Santa Maria degli Angeli e dei Martiri templom hat méter magas bronzkapuját.
Párizsban hunyt el, Pietrasantában temették el, ahol neki szentelt múzeum nyílt 2021-ben.

## Galéria

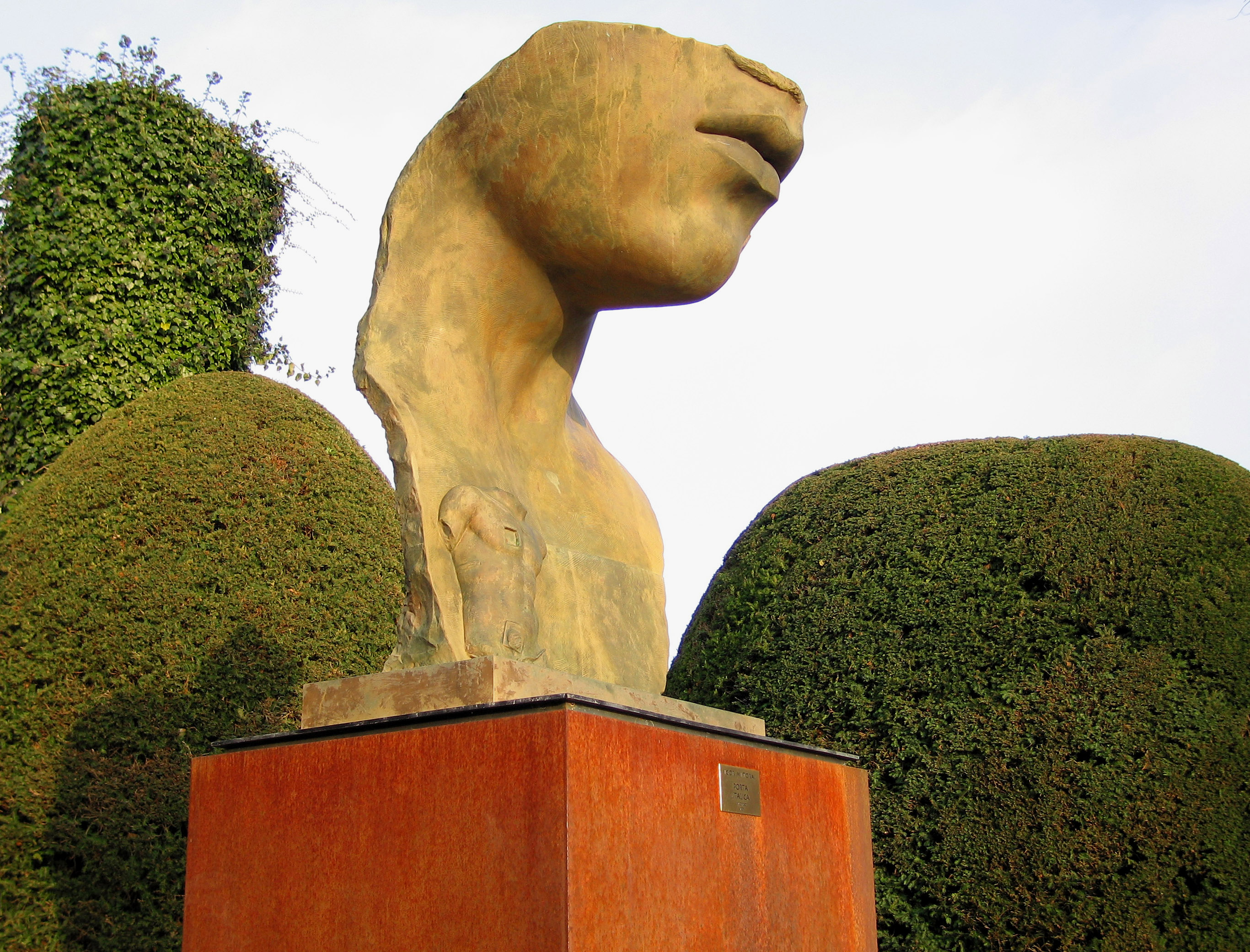
Porta Italica Olimpiai Múzeum parkja, Lausanne
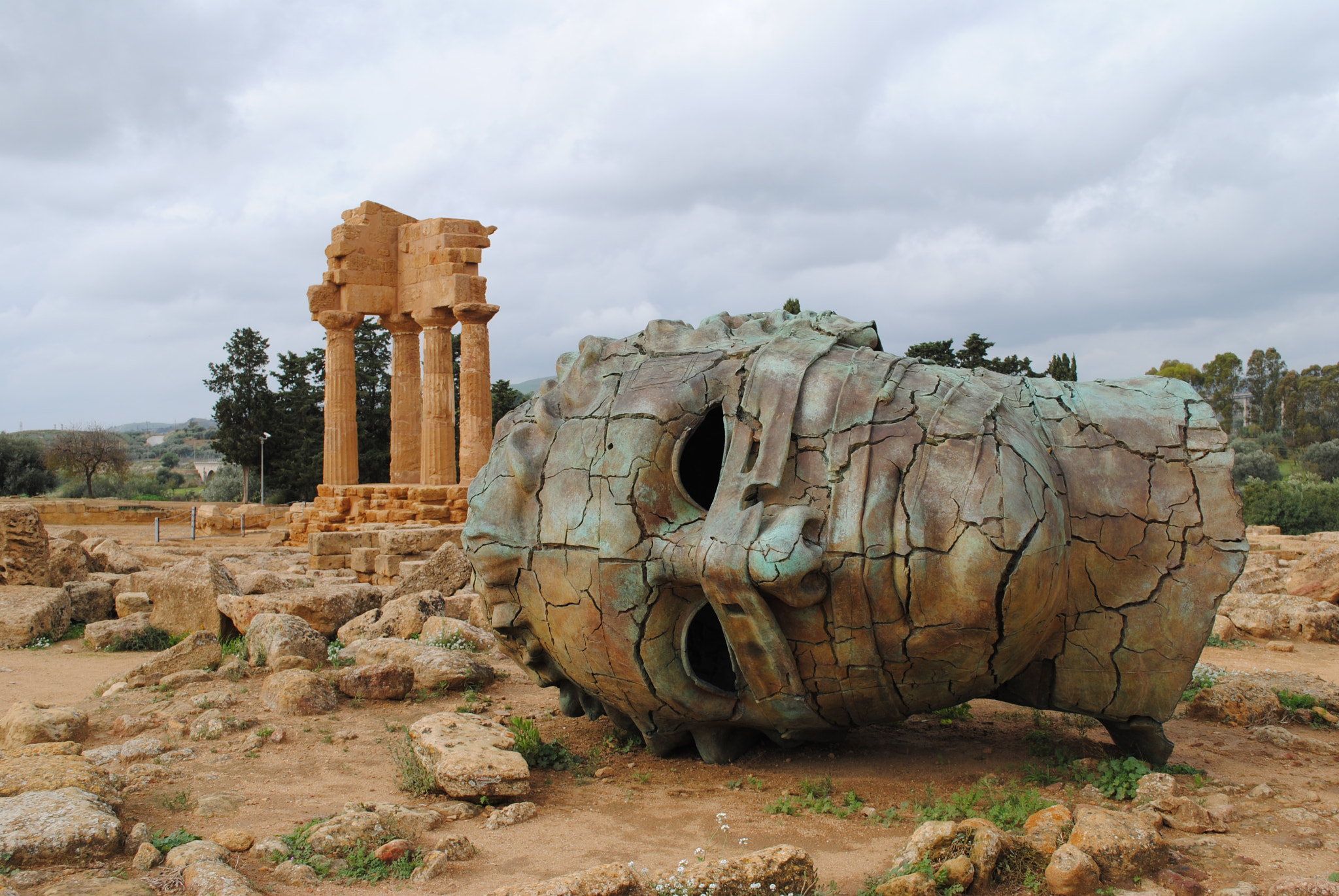
Templomok völgye, Agrigento
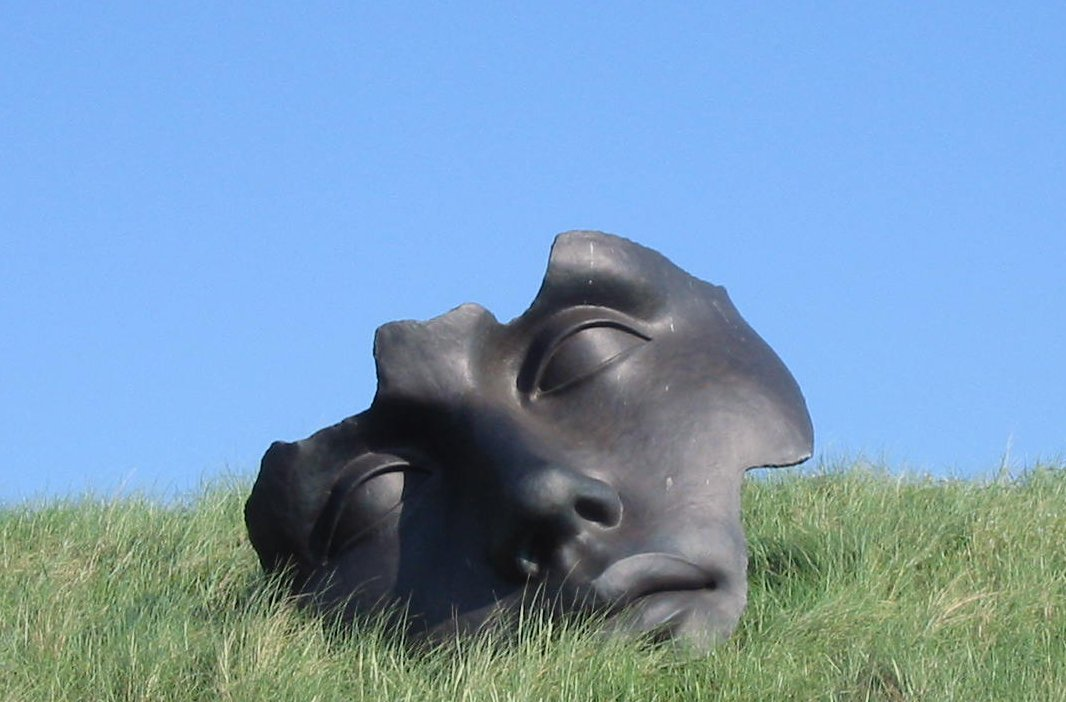
Luci di Nara Scheveningen, Hollandia
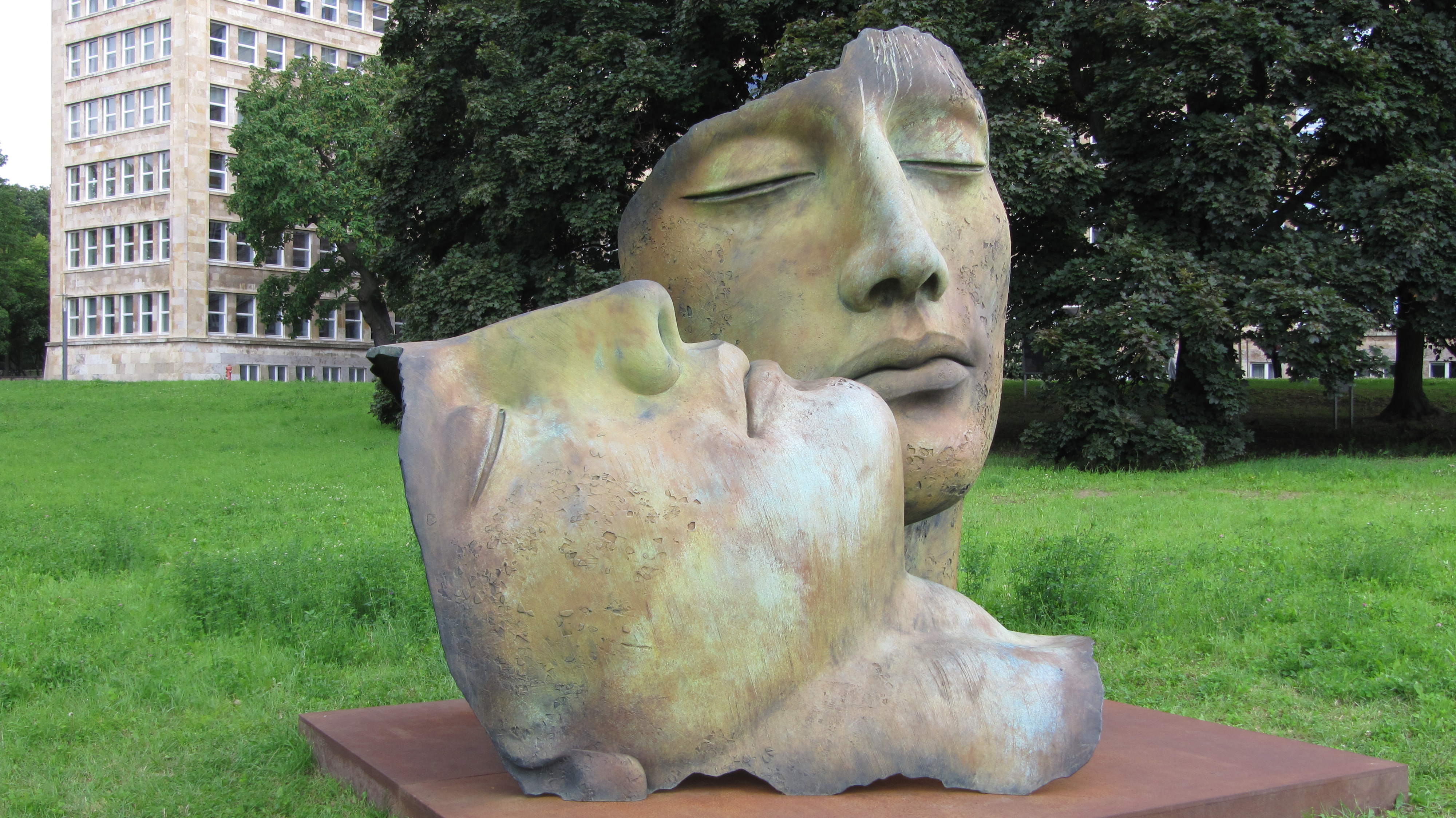
Testvérek
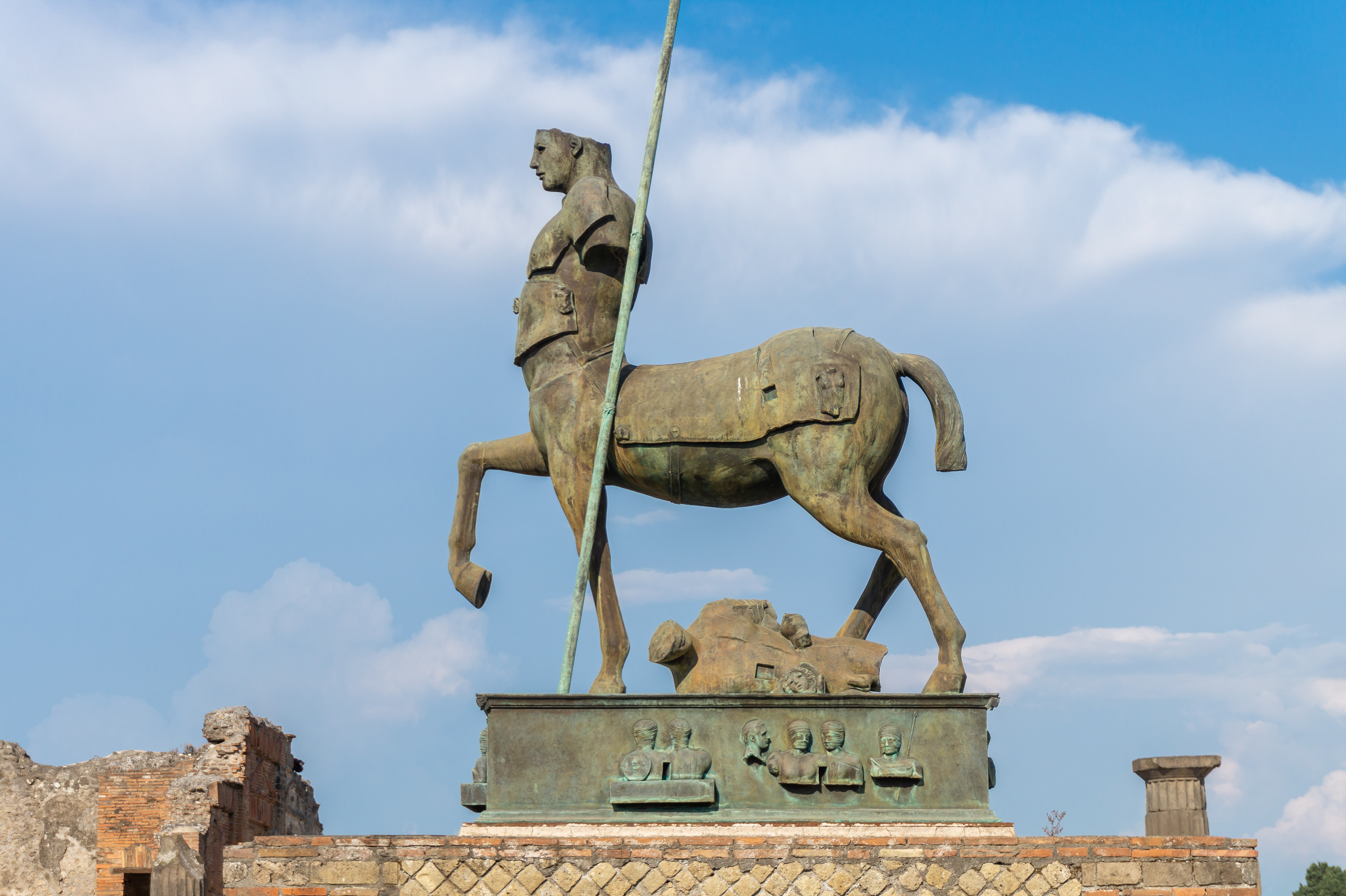
Kentaur, Forum, Pompeii